# Манн, Николь Онапу
Николь Онапу Манн (англ. Nicole Aunapu Mann, имя при рождении — Николь Виктория Онапу, Nicole Victoria Aunapu; род. 27 июня 1977 года, Петалума, штат Калифорния, США) — американская женщина-астронавт, лётчик-испытатель, полковник Корпуса морской пехоты США.
5 октября 2022 года в 19:00:57 мск стартовала в составе экипажа миссии SpaceX Crew-5 на американском частном многоразовом космическом корабле Crew Dragon компании SpaceX c помощью тяжелой ракеты-носителя Falcon 9 к Международной космической станции. Участница космических экспедиций МКС-68/МКС-69. Находилась в космическом полёте с 5 октября 2022 по 12 марта 2023 года. Стала первым астронавтом США, происходящим из индейского племени.

## Ранние годы
Николь Виктория Онапу родилась 27 июня 1977 года в городе Петалума в штате Калифорния, но родным считает город Пеннгроув в штате Калифорния. Имеет эстонские и атабаскские корни.
В 1995 году, после окончания школы высшей ступени в городе Ронерт-Парк в штате Калифорния, поступила в Военно-морскую академию в Мэриленде, которую окончила в 1999 году, получила степень бакалавра наук по машиностроению и звание второго лейтенанта корпуса морской пехоты США.
В 2001 году получила степень магистра наук по машиностроению по специализации гидроаэромеханика в Стэнфордском университете в Пало-Алто в штате Калифорния.

### Военная служба
Прошла обучение в школе основной специальной подготовки на авиационной базе Корпуса морской пехоты в Куантико в штате Виргиния. В 2001 году была направлена на лётную подготовку на авиационной базе ВМС Пенсакола в штате Флорида, после прохождения которой, в 2003 году получила так называемые «крылья пилота» ВМС США.
В 2003 году была направлена в 106-ю истребительно-штурмовую эскадрилью VFA-106 для освоения палубного истребителя-бомбардировщика и штурмовика F/A-18C.
С 2004 года проходила службу пилотом в 251-й истребительно-штурмовой эскадрильи Корпуса морской пехоты (VMFA-251), базирующейся на авиационной базе Корпуса морской пехоты Бьюфорт в городе Бьюфорт (штат Южная Каролина). Дважды принимала участие в боевом развёртывании на авианосце «Энтерпрайз», выполнила 47 боевых вылетов во время проведения операций «Иракская война» и «Несокрушимая свобода» в Афганистане.
В 2009 году окончила Школу лётчиков-испытателей ВМС США на авиационной базе ВМС Патаксент-Ривер в штате Мэриленд и получила назначение в 23-ю эскадрилью испытателей вооружения ВМС в качестве лётчика-испытателя — офицера по вопросам реализации проекта испытаний самолётов семейства F/A-18. С весны 2011 года служила офицером по оперативным вопросам в 23-й эскадрильи. В 2013 году присвоено звание майор Корпуса морской пехоты США.
Имеет более 2500 часов налёта на 25 различных типах самолётов, выполнила 200 посадок на палубу авианосца.

## Космическая подготовка
17 июня 2013 года была зачислена в отряд астронавтов НАСА в составе 21-го набора НАСА в качестве кандидата в астронавты. В 21-й набор НАСА вошло восемь астронавтов, впервые с равным количеством мужчин и женщин. В августе того же года приступила к прохождению курса базовой общекосмической подготовки. 9 июля 2015 года получила статус активного астронавта.
3 августа 2018 года на пресс-конференции в Космическом центре им. Джонсона в Хьюстоне было объявлено о включении Николь Онапу Манн вместе с Эриком Боу (22 января 2019 года Эрик Боу был выведен из состава по медицинским показаниям и заменён на Майкла Финка) и Кристофером Фергюсоном в экипаж первого пилотируемого полёта корабля «Starliner» Boe-CFT по программе Crew Flight Test, который планируется в конце 2019 года.
1 апреля 2019 года Николь Онапу Манн вместе с Майклом Финком и Барри Уилмором приступила к подготовке в ЦПК им. Ю. А. Гагарина. На первой и второй тренировочных сессиях астронавты изучали системы российского сегмента МКС. На третьей тренировочной сессии астронавты участвовали в тренировках по действиям экипажа в случае аварий на МКС. Кроме того астронавты прошли медико-биологическую, медико-техническую и физической подготовку, изучали русский язык.
В сентябре 2019 года вместе с Майклом Финком и Крисом Фергюсоном приняла участие в тренировках по отработке эвакуации экипажа спускаемого аппарата космического корабля «Starliner», проводившихся на ракетном полигоне Уайт-Сэндз близ Аламогордо.
9 декабря 2020 года на заседании Национального совета по космосу США было объявлено о её включении в группу астронавтов для подготовки к пилотируемым лунным экспедициям в рамках программы «Артемида». 6 октября 2021 года агентство НАСА сообщило о её переводе из экипажа корабля «Старлайнер» в экипаж корабля «Кру Дрэгон», полет которого по программе SpaceX Crew-5 намечен на осень 2022 года.

## Полёт
5 октября 2022 года в 19:00:57 мск стартовала в качестве командира экипажа миссии SpaceX Crew-5 и космических экспедиций МКС-68/МКС-69 на американском частном многоразовом космическом корабле Crew Dragon «Endurance») компании SpaceX c помощью тяжелой ракеты-носителя Falcon 9 со стартового комплекса 39А Космического центра имени Кеннеди во Флориде к Международной космической станции.
Стыковка корабля произошла 6 октября в 21:01 UTC в автоматическом режиме к модулю «Гармония» американского сегмента МКС, люки между «Endurance» и МКС открылись около 22:45 UTC и экипаж корабля перешёл на борт станции. Полёт запланирован на 145 суток.
20 января 2023 года Николь Манн и астронавт JAXA Коити Ваката совершили выход в открытый космос для выполнения монтажных работ на внешней поверхности Международной космической станции по подготовке к развертыванию солнечных панелей iROSA. Выход продлился более семи часов. 2 февраля 2023 года Николь Манн и астронавт Коити Ваката совершили второй выход в открытый космос для продолжения монтажных работ на внешней поверхности МКС в целях модернизации системы энергоснабжения. Продолжительность выхода составила более 6 часов.
11 марта 2023 года в 10:20 мск корабль Crew Dragon-5 отстыковался от Международной космической станции и через 19 часов полёта, 12 марта в 05:02 мск приводнился в Мексиканском заливе у побережья штата Флорида. Из-за плохой погоды в районе приземления спуск Crew Dragon откладывали дважды — 7 и 8 марта.
Статистика
| # | Стартовый корабль | Старт, UTC        | Экспедиция | Корабль посадки | Посадка, UTC      | Полёт                       | Выходы в открытый космос | Время в открытом космосе |
| - | ----------------- | ----------------- | ---------- | --------------- | ----------------- | --------------------------- | ------------------------ | ------------------------ |
| 1 | SpaceX Crew-5     | 05.10.2022, 16:00 | МКС-68/69  | SpaceX Crew-5   | 12.03.2023, 02:02 | 157 суток 10 часов 1 минута | 2                        | 14 часов 2 минуты        |

## Семья
- Отец — Говард Эрвин Онапу (род. 1947)
- Мать — Виктория Диана Онапу (род. 1947)
- Сестра — Кирстен Сашин Онапу (род. 1973)
- Муж — Тревис Манн (Travis R. Mann[1]; род. 1973), лейтенант-коммандер ВМС США.
- Сын — Джексон (Jackson; род. 2012)[3]

## Увлечения
Николь Манн увлекается футболом. В 2000 году входила в десятку лучших игроков «Patriot League’s». Во время учёбы в академии была капитаном футбольной команды.

## Награды
- две Воздушные медали (Air Medal)
- две Похвальные медали ВМС
- две Похвальные медали Корпуса морской пехоты
- две медаль «За успехи» ВМС
- медаль «За успехи» Корпуса морской пехоты[1][3].
- медаль «За участие в глобальной войне с терроризмом»
- медаль «За Иракскую кампанию»[17].